# Pic de Bure
Il Pic de Bure (2.709 m s.l.m.) è una montagna delle Prealpi del Devoluy nelle Prealpi del Delfinato. 

## Descrizione

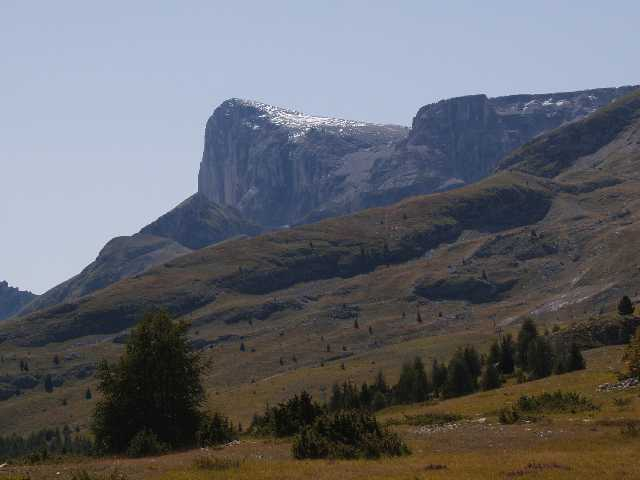
La montagna in estate.

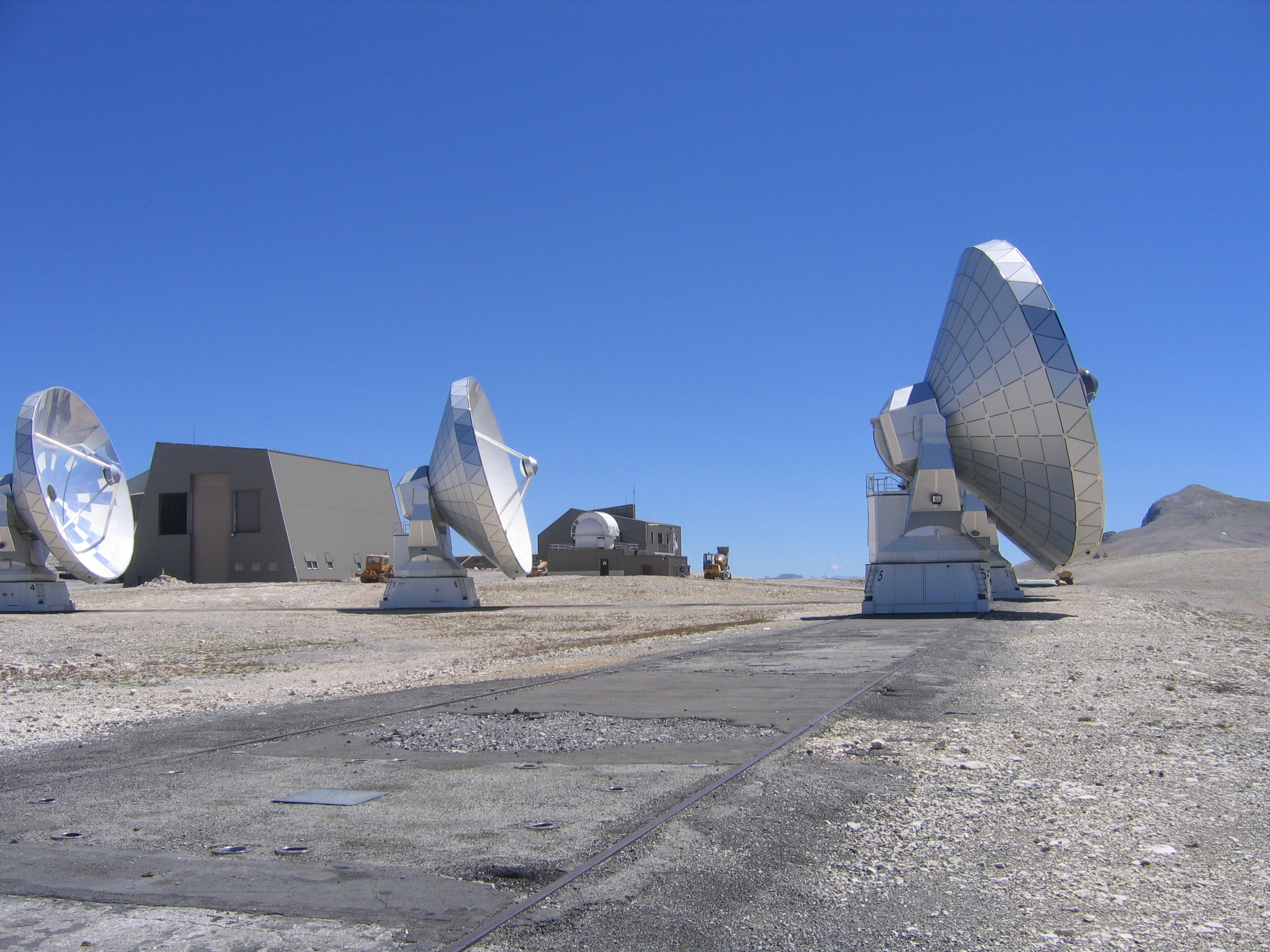
L'antenna-interferometro dell'Institut de radioastronomie millimétrique al Plateau de Bure

La montagna si trova nel dipartimento francese delle Alte Alpi. Presenta una forma molto caratteristica: ad ovest digrada molto dolcemente mentre ad est si presenta come un pilastro verticale alto circa 600 m.
Nei pressi della montagna si trova la stazione sciistica denominata SuperDévoluy.
Il 1º luglio 1999 il Pic de Bure è stato teatro di un grave incidente occorso alla funivia che collega la sommità della montagna con il centro di Saint-Étienne-en-Dévoluy. Una cabina, dopo aver aumentato la sua velocità a causa di un errore del sistema, si è distaccata dalla fune portante ed è precipitata al suolo, uccidendo tutti i venti occupanti.